# Dubawoje (rejon orszański)
Dubawoje (biał. Дубавое; ros. Дубовое, Dubowoje) – wieś na Białorusi, w obwodzie witebskim, w rejonie orszańskim, w sielsowiecie Zadrouje, przy drodze magistralnej M1.